# Ralph Graves
Ralph Graves (Cleveland, 23 de janeiro de 1900 - Santa Bárbara, 18 de fevereiro de 1977) foi um ator, cineasta e roteirista cinematográfico estadunidense que iniciou sua carreira na era do cinema mudo e que atuou em 91 filmes entre 1918 e 1949, além de dirigir 5 e escrever 13 roteiros para o cinema nesse período.

## Biografia
Nascido Ralph Taylor Horsburgh em Cleveland, Ohio, filho de John Harvey Horsburgh e de Lillian May Graves Horsburgh.
Graves teve destaque em 46 filmes, metade deles produzido por Mack Sennett, antes de escrever, dirigir e estrelar em Swell Hogan (1926), produzido por Howard Hughes, cujo pai uma vez colocado Graves na folha de pagamento da Hughes Tool Company, embora o ator nunca tivesse trabalhado lá.
Graves e o jovem Hughes reuniram-se no Wilshire Country Club de golfe e, na hora do almoço, o ator esboçou um filme sobre um vagabundo da Bowery que adota um bebê. A trama intrigou Hughes, que tinha um forte interesse em Hollywood, ele investiu $40.000 no projeto, e durante as filmagens familiarizou-se com os aspectos técnicos da produção. O orçamento eventualmente dobrou e depois de ver o filme concluído inúmeras vezes, Hughes contratou Dorothy Arzner para ajudar a reeditá-lo, mas havia pouco que se podia fazer para salvá-lo. Quando pediu a sua opinião sobre isso, o tio de Hughes, o escritor e cineasta Rupert Hughes, disse "Não há nada, não há enredo, não há construção". "Não há desenvolvimento de personagens. A atuação está fedendo. Destrua o filme. Se alguém vê isso, nós e o homossexual Graves seremos a chacota de Hollywood". Hughes levou a sério os conselhos do tio e ordenou que o projecionista queimasse a única cópia. Graves mais tarde afirmou que ele e Hughes se envolveram em um relacionamento sexual enquanto estavam colaborando em Swell Hogan.
Apesar deste contratempo, Graves dirigiu mais quatro filmes em 1927 e contribuiu com a história ou escreveu o roteiro de doze filmes adicionais, mas a maioria de sua carreira foi em atuação. Enquanto trabalhava para Sennett, Graves conheceu Frank Capra e o diretor mais tarde o lançou em vários filmes, incluindo Flight (1929), baseado em uma história de Graves e uma série de filmes de aventura em que ele foi escalado ao lado de Jack Holt.
Como ator, seu primeiro filme foi Men Who Have Made Love to Me, lançado em fevereiro de 1918, pelo Essanay Studios e Perfection Pictures. Atuou pela Universal Pictures, em filmes como The Yellow Dog (1918), The Scarlet Shadow (1919), The Long Chance (1922) e The Ghost Patrol (1923). Sob a direção de D.W. Griffith atuou em filmes como Scarlet Days (1919) e The Greatest Question (1919). Pela Famous Players-Lasky Corporation atuou ao lado de Gloria Swanson em Prodigal Daughters (1923). Para Mack Sennett, atuou em uma série de comédias entre 1923 e 1926, tais como The Extra Girl (1923), ao lado de Mabel Normand, e East of the Water Plug (1924). Atuou depois pela Fox Film, em filmes como Womanpower (1926) e The Country Beyond (1926), pela Warner Brothers em filmes como A Reno Divorce (1927) e pela Columbia Pictures em filmes como That Certain Thing (1928) e Flight (1929). Atuou também em seriados, tais como The Fatal Warning, em 1929, pela Mascot Pictures; The Black Coin (1936), pela Weiss Productions; e Batman and Robin (1949), pela Columbia Pictures. Seu último filme foi Joe Palooka in the Counterpunch (1949).

## Vida pessoal e morte

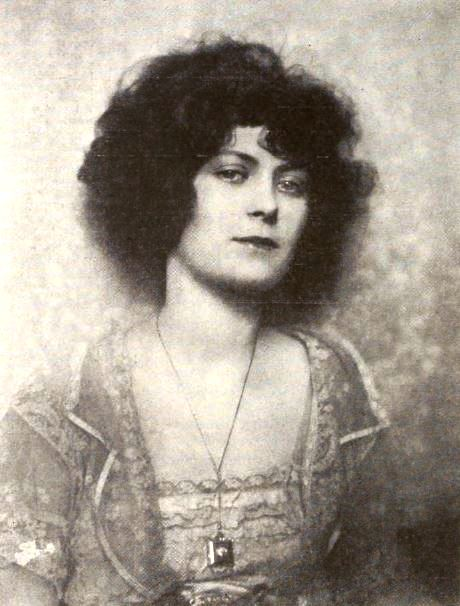
Marjorie Seaman (1900–1923), primeira esposa de Ralph Graves

Graves casou-se três vezes. Com Marjorie Seaman, até a morte dela em 1923; com Virginia Goodwin, de quem se divorciou em 1932; e com Betty Flournoy, com quem viveu até sua morte.
Graves conheceu Marjorie Seaman enquanto estava filmando Dream Street (1921), de D. W. Griffith, em que ele protagonizava e ela fazia um papel menor. Casaram-se no mesmo ano, em Minneapolis, Minnesota, enquanto estavam acompanhando uma companhia cinematográfica. O casal teve um filho, Ralph Jr. Ficaram casados até a morte de Marjorie Seaman, aos 22 anos, em 9 de março de 1923, morte que foi devida a complicações durante o nascimento de Ralph Jr.
Cinco anos após ficar viúvo, Ralph noivou com Virginia Goodwin, de uma tradicional família de San Diego. O casamento foi em abril de 1928, e o casal teve um filho, Jerry, que nasceu em agosto de 1929. Em agosto de 1932, Ralph e Virgínia se divorciaram, ela alegando crueldade mental e exigindo a guarda do filho Jerry. Em junho de 1934, Ralph casou pela terceira vez, em Yuma, com Betty Flournoy. Virgínia, por sua vez, casou em 1934 com Frederick Tudor Scripps e, segundo relato posterior do meio irmão Ralph, Jerry sofreu abuso por parte de seu padrasto, e mais tarde cometeu suicídio.
Ralph e Betty Flournoy tiveram três filhas: Betty Jr., que nasceu em julho de 1935; Carla, que nasceu em maio de 1938 e faleceu aos 4 meses de idade em um acidente em que se afogou com o mosqueteiro de seu carrinho; e Bárbara, que nasceu em novembro de 1946. Graves viveu com Betty até a morte.
Graves se retirou do cinema em 1949. Ele morreu em Santa Bárbara, Califórnia em 1977, aos 77 anos, de um ataque cardíaco, e foi cremado. A esposa Betty morreu um ano depois, em abril de 1978.

## Filmografia parcial
- The Sporting Life (1918)

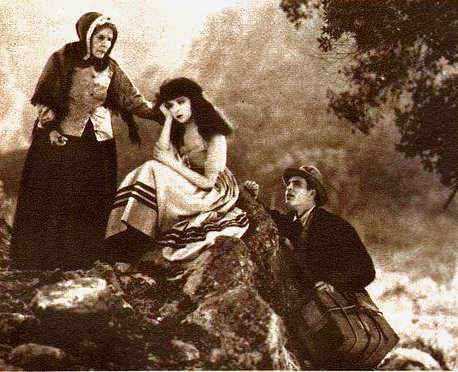
Come on Over (1922) com Florence Drew, Colleen Moore e Ralph Graves

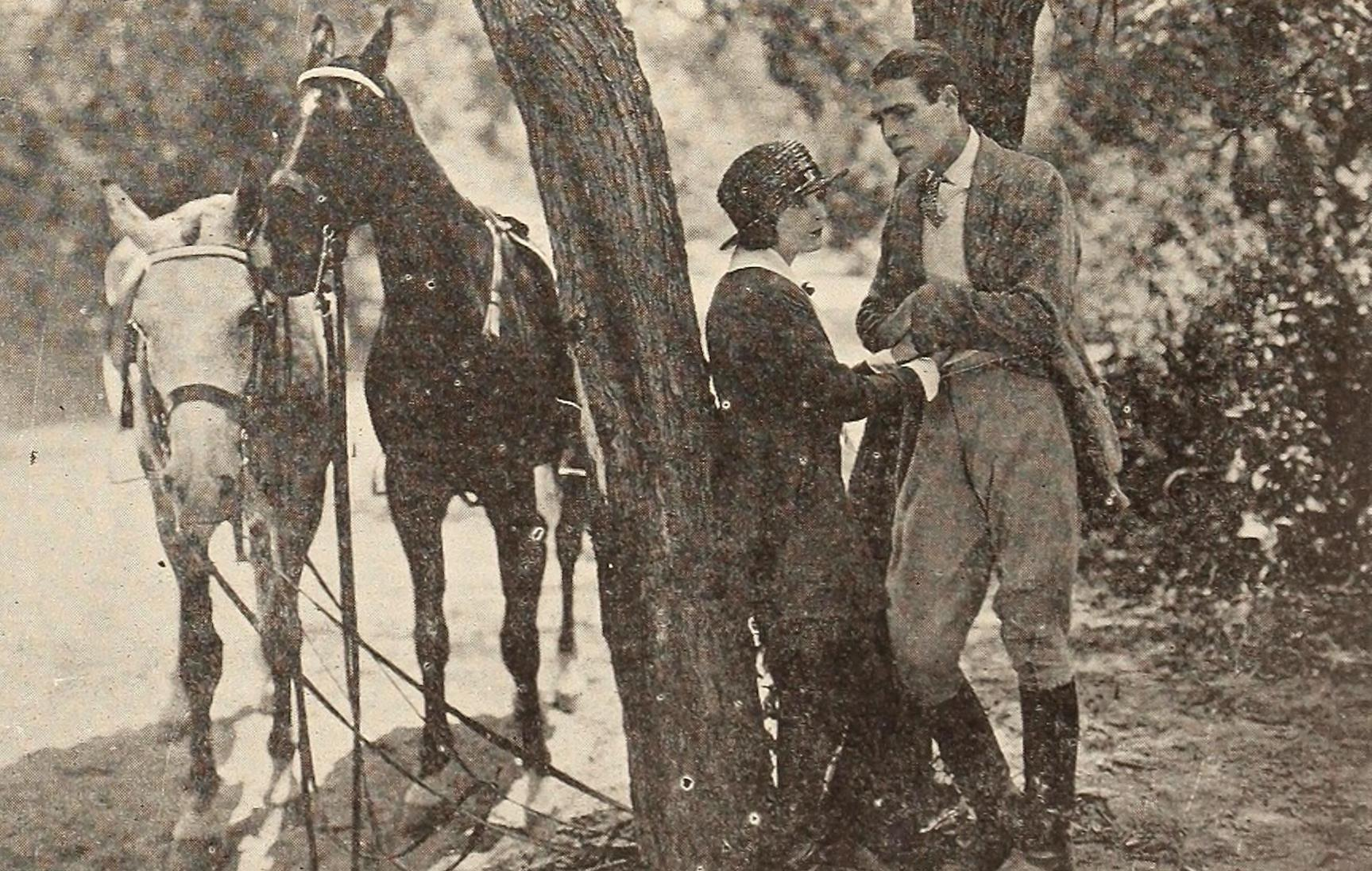
The Jilt (1922), com Marguerite De La Motte e Ralph Graves

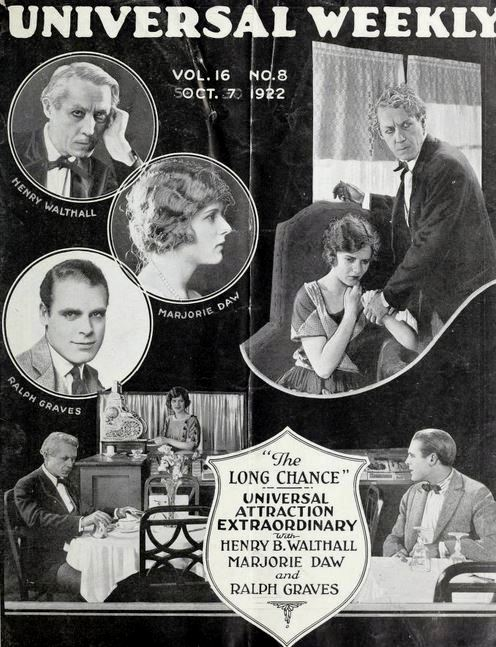
The Long Chance (1922), com Henry B. Walthall, Marjorie Daw e Ralph Graves

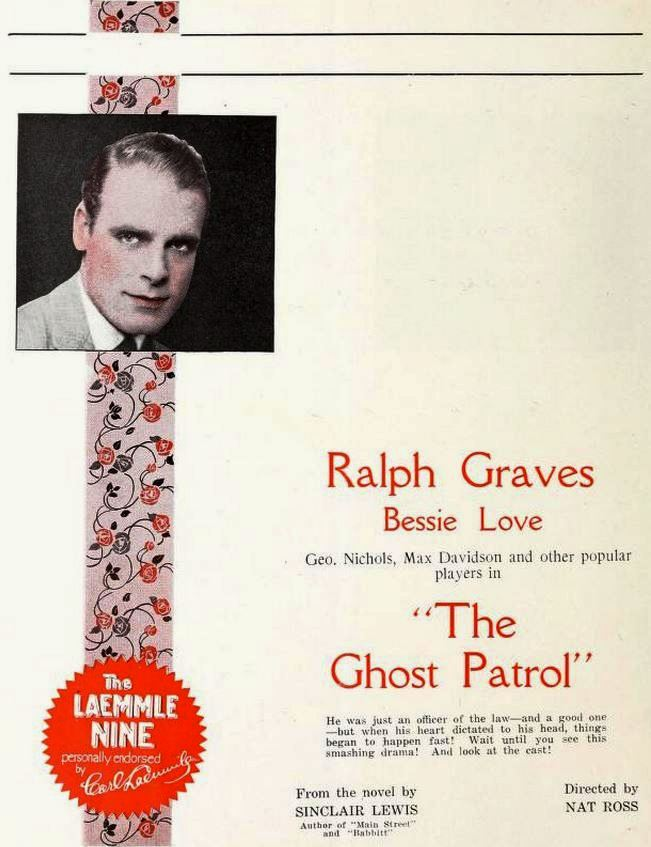
The Ghost Patrol (1923), com Ralph Graves

- Men Who Have Made Love to Me (1918)
- The Yellow Dog (1918)
- The Scarlet Shadow (1919)
- The White Heather (1919)[13]
- Nobody Home (1919)
- The Greatest Question (1919)
- Scarlet Days (1919)[14]
- Little Miss Rebellion (1920)
- Polly with a Past (1920)
- Dream Street (1921)[15]
- The Long Chance (1922)
- Kindred of the Dust (1922)
- The Jilt (1922)
- Come on Over (1922)
- The Ghost Patrol (1923)
- The Extra Girl (1923)
- Prodigal Daughters (1923)[16]
- Yolanda (1924)[17]
- East of the Water Plug (1924)
- Little Robinson Corkscrew (1924)[18]
- Womanpower (1926)
- The Country Beyond (1926)
- A Reno Divorce (1927) (also directed)
- That Certain Thing (1928)
- The Flying Fleet (1929)
- The Fatal Warning (seriado, 1929)
- Flight (1929)
- Song of Love (1929)
- Ladies of Leisure (1930)
- Dirigible (1931)
- Salvation Nell (1931)
- Huddle (1932)
- Speed Limited (1935)
- The Black Coin (1936)
- Eternally Yours (1939)
- Three Texas Steers (1939)
- Street of Missing Men (1939)
- Double Exposure (1944)[19]
- Batman and Robin (seriado, 1949)
- Joe Palooka in the Counterpunch (1949)